# كوشكي (مقاطعة دورة)
كوشكي (بالفارسية: کوشکی) هي قرية تقع في قسم ويسيان الريفي (مقاطعة دورة) في إيران. يقدر عدد سكانها بـ 189 نسمة .